# Zendon Hamilton
Zendon Alfonso Hamilton (nacido el 29 de abril de 1975 en Floral Park, Nueva York) es un exjugador y entrenador de baloncesto estadounidense. Con 2,11 metros de estatura, jugaba en la posición de pívot.

## Trayectoria deportiva

### Universidad
Jugó durante cuatro temporadas con los Red Storm de la Universidad de St. John's, en las que promedió 15,9 puntos y 8,3 rebotes por partido. Fue incluido en el segundo mejor quinteto de la Big East Conference en sus tres últimas temporadas.

### Profesional
Tras no ser elegido en el Draft de la NBA de 1998, fichó por el Forum Filatélico de la liga ACB, sustituyendo a Adrian Caldwell, donde promedió 13,0 puntos y 6,1 rebotes por partido. Fichó al año siguiente como agente libre por los Dallas Mavericks de la NBA, pero fue cortado antes del comienzo de la competición. Se marchó entonces a la liga griega para jugar en el AO Dafni, donde entró por el lesionado Tony Dawson.
En 2000 fichó por Los Angeles Clippers, con los que únicamente disputó 3 partidos en los que promedió 3,0 puntos y 2,7 rebotes. Tras ser despedido, es reclamado por los Denver Nuggets al año siguiente, donde jugó la temporada completa, promediando 6,0 puntos y 4,7 rebotes por partido.
En 2003 fichó por diez días con los Toronto Raptors, regresando posteriormente a la liga ACB para jugar en el Joventut de Badalona, donde entró por el lesionado Paul Shirley, donde disputó siete partidos, promediando 7,4 puntos y 5,4 rebotes.
Regresó a su país para jugar en los Yakima Sun Kings de la CBA, pero poco después fue reclamado por los Philadelphia 76ers, con los que completó la temporada, promediando 3,7 puntos y 3,2 rebotes por partido. La temporada siguiente fichó por los Milwaukee Bucks, quienes poco después lo traspasaron junto a Mike James a los Houston Rockets a cambio de Reece Gaines y dos futuras segundas rondas del draft, pero fue despedido antes del comienzo de la competición. Firmó entonces con Cleveland Cavaliers, donde jugó once partidos, en los que promedió 2,3 puntos y 1,0 rebotes.
A partir de ese momento, jugó en diferentes equipos de Polonia, Rusia, Siria y Ucrania, hasta fichar en 2012 por el Larre Borges de la liga uruguaya, donde en su última temporada promedió 17,7 puntos y 9,7 rebotes por partido.

## Estadísticas de su carrera en la NBA

### Temporada regular
| Temporada | Edad | Equipo               | Liga | Pos. | P   | TIT | MIN  | TC  | TCA | %TC  | 3P  | 3PA | %3P | TL  | TLA | %TL   | R.OF. | R.DEF. | REB | ASIS | ROB | TAP | PER | FP  | PTS |
| 2000-01   | 25   | Los Angeles Clippers | NBA  | C    | 3   | 0   | 6.3  | 0.7 | 3.0 | .222 | 0.0 | 0.0 |     | 1.7 | 2.7 | .625  | 1.0   | 1.7    | 2.7 | 0.0  | 0.0 | 0.0 | 0.7 | 1.3 | 3.0 |
| 2001-02   | 26   | Denver Nuggets       | NBA  | PF   | 54  | 15  | 15.7 | 1.9 | 4.5 | .420 | 0.0 | 0.0 |     | 2.2 | 3.4 | .652  | 2.0   | 2.6    | 4.7 | 0.3  | 0.4 | 0.3 | 1.1 | 1.9 | 6.0 |
| 2002-03   | 27   | Toronto Raptors      | NBA  | C    | 3   | 0   | 4.0  | 0.7 | 1.7 | .400 | 0.0 | 0.0 |     | 0.7 | 0.7 | 1.000 | 0.3   | 1.0    | 1.3 | 0.0  | 0.3 | 0.0 | 0.3 | 0.7 | 2.0 |
| 2003-04   | 28   | Philadelphia 76ers   | NBA  | C    | 46  | 0   | 10.3 | 1.1 | 2.1 | .537 | 0.0 | 0.0 |     | 1.5 | 2.1 | .698  | 1.1   | 2.1    | 3.2 | 0.3  | 0.2 | 0.2 | 0.6 | 1.6 | 3.7 |
| 2004-05   | 29   | Milwaukee Bucks      | NBA  | C    | 16  | 0   | 9.9  | 0.7 | 2.0 | .344 | 0.0 | 0.0 |     | 1.8 | 3.0 | .604  | 1.1   | 1.5    | 2.6 | 0.4  | 0.3 | 0.1 | 0.8 | 1.6 | 3.2 |
| 2005-06   | 30   | TOTAL                | NBA  | C    | 12  | 0   | 4.1  | 0.6 | 1.2 | .500 | 0.0 | 0.0 |     | 1.0 | 1.5 | .667  | 0.3   | 0.7    | 0.9 | 0.0  | 0.3 | 0.0 | 0.5 | 0.4 | 2.2 |
| 2005-06   | 30   | Cleveland Cavaliers  | NBA  | C    | 11  | 0   | 4.2  | 0.6 | 1.2 | .538 | 0.0 | 0.0 |     | 1.0 | 1.5 | .688  | 0.3   | 0.7    | 1.0 | 0.0  | 0.3 | 0.0 | 0.5 | 0.4 | 2.3 |
| 2005-06   | 30   | Philadelphia 76ers   | NBA  | C    | 1   | 0   | 3.0  | 0.0 | 1.0 | .000 | 0.0 | 0.0 |     | 1.0 | 2.0 | .500  | 0.0   | 0.0    | 0.0 | 0.0  | 1.0 | 0.0 | 0.0 | 1.0 | 1.0 |
| Total     |      |                      | NBA  |      | 134 | 15  | 11.6 | 1.3 | 3.0 | .440 | 0.0 | 0.0 |     | 1.7 | 2.6 | .660  | 1.4   | 2.1    | 3.5 | 0.2  | 0.3 | 0.2 | 0.8 | 1.6 | 4.4 |